# Мост имени генерала Стефана Грот-Ровецкого
Мост имени генерала Стефана Грот-Ровецкого (пол. Most gen. Stefana Grota-Roweckiego) — мост через реку Вислу в Варшаве. Он был построен в период с 1977 по 1981 год как составная часть крупной Торуньской Трассы. В настоящее время он также является частью запланированного обхода Варшавы S8.

## История
Первые проекты моста появились ещё 1960-х годах. Она изначально планировался как подвесной мост на двух пилонах. Позднее проект был изменён в целях экономии. Окончательный проект был разработан бригадой инженеров проектного бюро «Столица» под руководством Витольда Витковского.
Мост был открыт 28 ноября 1981 года. В то время в стране активно действовал профсоюз «Солидарность». В качестве уступки со стороны государства, мост был назван в честь генерала времён Второй мировой войны Стефана Ровецкого, известного под псевдонимом «Грот». Данный факт был необычным для коммунистического времени. Присвоение мосту имени Ровецкого было встречено массовыми демонстрациями ветеранов войны и демократической оппозиции.

## Описание
Наряду с Сикеровским мостом, мост имени генерала Стефана Грот-Ровецкого является одним из крупнейших мостов в Варшаве и одним из самых оживлённых. Длина моста составляет 645 метров. Он состоит из двух конструктивно независимых частей, каждая из которых в настоящее время имеет четыре полосы.
Мост плохо приспособлен для пешеходов и велосипедистов. Он имеет пешеходные две дорожки, но они очень узкие и затрудняют проезд велосипедов. Тротуары отделены от проезжей части с помощью дорожных заграждений.

## Реконструкция для автомагистрали S8
В сентябре 2009 года началась реконструкция Торуньской Трассы вместе с мостом, он расширялся до десяти полос (по пять в каждом направлении). После завершения реконструкции и строительства связующего звена между Конотопой и Повонзковской улицей весь маршрут станет частью скоростной автомагистрали S8.
Реализация проекта была запланирована на период с 2008 по 2010 год, но у города возникли проблемы со строительством нового моста Марии Склодовской-Кюри, что вызвало задержку из-за отсутствия альтернативных маршрутов во время реконструкции моста.
Контракт на реконструкцию был подписан в июле 2013 года. В октябре 2015 года работы были завершены и мост был вновь открыт.